# 桃川站
桃川站（日语：／ Momonokawa eki */?）是位於佐賀縣伊萬里市松浦町桃川，九州旅客鐵道（JR九州）的筑肥線車站。

## 車站構造
現時車站採用簡易模式運作，不設有站房，只在月台上建有一座以鐵皮及舊路軌所搭成的有蓋候車亭一座。本站曾經設有站房，但已於2000年時被拆去以節省維護成本。

### 月台
原為島式月台、1面2線的設計，但因應業務清閒，近原站房一方（即島式內側）月台已棄用，路軌亦早已拆去，只剩下外側仍然使用，變成為1面1線的側式月台，列車不可以在此交會。列車靠站時，往伊萬里方向為左側上落，往唐津方向為右側上落。
| 路線    | 方向 | 目的地                      |
| ------- | ---- | --------------------------- |
| ■筑肥線 | 上行 | 經■唐津線往唐津、西唐津方向 |
| ■筑肥線 | 下行 | 伊萬里方向                  |

#### 舊站房（己拆卸）
以木板所搭成的單層站房一座，擁有較高的樓底。車站玄關設於站房中央，前方為通道及驗票口，左側為原來的售票窗口、站務室及宿舍，當中售票窗口在無人化時已被圍封；右側為候車大堂，三邊均設有整排的窗戶。由於丟空多事，在站房拆卸時，外牆的木板已出現變形及部份甩落的情況。

## 歷史
- 1935年3月1日：北九州鐵道（日语：北九州鉄道）山本站至伊萬里站之間開通。當時此站名為松浦站（日语：／）[2]。
- 1937年10月1日：北九州鐵道被國有化，成為鐵道省筑肥線。同時改名為桃川站[3]。
- 1987年4月1日：隨國鐵分割民營化，車站由九州旅客鐵道（JR九州）營運[4]。
- 2000年：原站房被拆去。

## 使用狀況
最後一次錄得每天平均使用人數為2011年度，2012年度起再沒有車站的使用數據；又JR九州自2016年度起只公佈首300位最高日均使用量後，本站也從未打進排行榜及使用量超過100人次的附錄表內。
| 乘車人次變化 | 乘車人次變化 | 乘車人次變化 |
| 年度         | 1日平均人次  | 出處         |
| ------------ | ------------ | ------------ |
| 2000         | 78           | [ 統計 1 ]   |
| 2001         | 79           | [ 統計 1 ]   |
| 2002         | 69           | [ 統計 1 ]   |
| 2003         | 70           | [ 統計 1 ]   |
| 2004         | 65           | [ 統計 1 ]   |
| 2005         | 59           | [ 統計 1 ]   |
| 2006         | 51           | [ 統計 1 ]   |
| 2007         | 51           | [ 統計 1 ]   |
| 2008         | 54           | [ 統計 1 ]   |
| 2009         | 60           | [ 統計 1 ]   |
| 2010         | 71           | [ 統計 1 ]   |
| 2011         | 64           | [ 統計 1 ]   |
|              |              |              |
| 2016         | <100         | [ 統計 2 ]   |
| 2017         | <100         | [ 統計 3 ]   |
| 2018         | <100         | [ 統計 4 ]   |
| 2019         | <100         | [ 統計 5 ]   |
| 2020         | <100         | [ 統計 6 ]   |
| 2021         | <100         | [ 統計 7 ]   |
| 2022         | <100         | [ 統計 8 ]   |
| 2023         | <100         | [ 統計 9 ]   |

## 相鄰車站
九州旅客鐵道（JR九州）
■筑肥線
肥前長野－桃川－金石原

### 統計數據
1. ↑  佐賀縣統計年鑑
2. ↑   (PDF). 九州旅客鉄道. 2017-07-31  [2017-08-01]. （原始内容 (PDF)存档于2017-08-01）.
3. ↑   (PDF). 九州旅客鉄道.   [2019-03-10]. （原始内容 (PDF)存档于2019-07-06） （日语）.
4. ↑   (PDF). 九州旅客鉄道.   [2018-07-13]. （原始内容存档 (PDF)于2019-12-06） （日语）.
5. ↑  駅別乗車人員上位300駅（2019年度） （页面存档备份，存于），JR九州。
6. ↑  駅別乗車人員上位300駅（2020年度） （页面存档备份，存于），JR九州。
7. ↑  駅別乗車人員上位300駅（2021年度） （页面存档备份，存于），JR九州。
8. ↑  駅別乗車人員上位300駅（2022年度） （页面存档备份，存于），JR九州。
9. ↑   (PDF).   [2025-04-24]. （原始内容存档 (PDF)于2024-09-19）.

## 外部連結
- JR九州桃川站 （页面存档备份，存于）（日語）